# Obórki (Przasnysz)
Pour les articles homonymes, voir Obórki.
Obórki (Przasnysz) (prononciation : [ɔˈburki]) est un village polonais de la gmina de Jednorożec dans le powiat de Przasnysz de la voïvodie de Mazovie dans le centre-est de la Pologne.
Il se situe à environ 5 kilomètres au nsud-ouest de Jednorożec (siège de la gmina), 13 km au nord-est de Przasnysz (siège du powiat) et à 99 km au nord de Varsovie (capitale de la Pologne).

## Histoire
De 1975 à 1998, le village appartenait administrativement à la voïvodie d'Ostrołęka.